# Thomas Bernard Fitzpatrick
Thomas B. Fitzpatrick fue un dermatólogo estadounidense nacido el 19 de diciembre de 1919 y fallecido el 16 de noviembre de 2003 (83 años).
Fue presidente del Departamento de Dermatología de la 'Facultad de Medicina de Harvard' y jefe del Servicio de Dermatología del Hospital General de Massachusetts de 1959 a 1987. Ha sido descrito como "el padre de la dermatología académica moderna" y como "el dermatólogo más influyente de los últimos 100 años ", en parte porque capacitó a muchos de los líderes en el campo. Se le atribuye el desarrollo de la terapia PUVA para el tratamiento de la psoriasis y otros trastornos de la piel. 

## Primeros años, educación y carrera
Fitzpatrick nació en Madison, Wisconsin el 19 de diciembre de 1919. Obtuvo una licenciatura de la Universidad de Wisconsin. Luego recibió un título en Medicina de la Facultad de Medicina de Harvard, donde se interesó en la relativamente nueva especialidad de la dermatología. Después de una pasantía en el Boston City Hospital, fue a la Universidad de Minnesota para obtener un doctorado en patología. Después de dos años en el Army Medical Center durante la Segunda Guerra Mundial, se formó en dermatología clínica en la Universidad de Míchigan y en la Clínica Mayo. A la edad de 32 años, recién salido de su formación, se convirtió en profesor y presidente de Dermatología en la Universidad de Oregon. En 1959, con sólo 39 años, fue nombrado presidente del Departamento de Dermatología de la Facultad de Medicina de Harvard, el profesor y presidente más joven de Harvard. También se le atribuye la reinvensión de las disciplinas de la dermatología académica clínica e investigadora lo largo de su carrera. Su impacto en su campo fue enorme e incluyó contribuciones científicas seminales, un historial sin precedentes en la enseñanza y la formación, e innovaciones significativas en el tratamiento clínico de las enfermedades de la piel. Los descubrimientos científicos básicos incluyeron el descubrimiento del melanosoma y de la tirosinasa humana.

## Investigaciones
Fue uno de los primeros investigadores del entonces raro cáncer, el melanoma maligno. En 1966, él y el dermatopatólogo Wallace H. Clark Jr, junto con John Raker y Martin C. Mihm Jr crearon la primera clínica de lesiones pigmentadas en los Estados Unidos en el Hospital General de Massachusetts. Los estudios de Clark en esa clínica dieron como resultado el sistema de niveles de Clark, que utiliza la apariencia microscópica de un melanoma para predecir su curso clínico y pronóstico. El grupo de Fitzpatrick también produjo el primer estudio sistemático de los primeros signos de alerta del melanoma.
Investigó el papel de la luz solar y especialmente las quemaduras solares en el desarrollo del melanoma. En 1975, ideó la escala de fototipos de piel de Fitzpatrick, que describía el comportamiento común de bronceado de varios tipos de piel.
También trabajó con otros investigadores y con la industria para desarrollar y probar algunos de los primeros protectores solares modernos.
Creó y editó el primer libro de referencia clínica importante en el campo, Dermatología en Medicina General de Fitzpatrick, actualmente en su octava edición.